# 中小企業信用保険法
中小企業信用保険法（ちゅうしょうきぎょうしんようほけんほう、昭和25年12月14日法律第264号）は、中小企業者に対する事業資金の融通を円滑にするため、中小企業者の債務の保証につき保険を行う制度を確立し、もって中小企業の振興を図ることに関する日本の法律である。
法令番号は昭和25年法律第264号、1950年（昭和25年）12月14日に公布された。
主務官庁は経済産業省外局の中小企業庁事業環境部金融課で、日本政策金融公庫を所管する財務省大臣官房政策金融課および経産本省経済産業政策局産業資金課、信用保証協会を所管する金融庁監督局銀行第二課など他省庁と連携して執行にあたる。